# Edgar Seibel

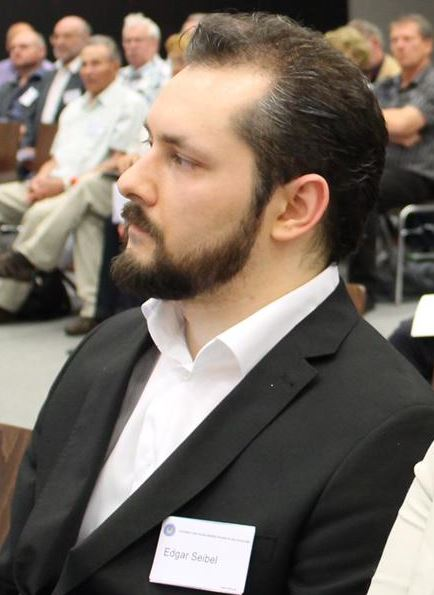
Edgar Seibel (2019)

Edgar Seibel (russisch Эдгар Зайбель; * 9. Mai 1991 in Kubanka, Russische SFSR, Sowjetunion) ist ein deutscher Schriftsteller, Werbetexter und Übersetzer russlanddeutscher Herkunft. Er gilt als erster Autor, der eine jüdische Abstammung russlanddeutscher Kolonisten thematisiert hat; seine Arbeit (Der Davidstern über der Wolga) wird von wissenschaftlichen Quellen untermauert.

## Wirken
In seinen Texten über Russlanddeutsche thematisiert er vorwiegend Integrationsprobleme in Deutschland. Die russlanddeutschen Aussiedler bezeichnet er als eine „Subgruppe“ der Deutschen. Im Almanach Fremde Heimat Deutschland? Literaturblätter der Deutschen aus Russland schreibt er in seinem Beitrag unter dem Titel „Der abtrünnige Russlanddeutsche und seine Verbündeten“ u. a.:
„Im Russischen bedeutet Deutscher – ‚njemez‘. Sie können sich gar nicht vorstellen, wie erniedrigend dieser slawische Begriff in der Aussprache klingt. Und das nicht nur, weil wir von Diskriminierung betroffen sind, nein, jeder der des Slawischen mächtig ist, wird das Ekelhafte an diesem Wort förmlich riechen. So ähnlich übrigens klingt auch das deutsche Wörtchen ‚Russe‘. Es klingt – jedenfalls für uns – so, als würde man einen räudigen Köter rufen, oder einen Speichelball hochwürgen. Es liegt klar auf der Hand, dass diese Bezeichnungen das innere (vielleicht auch alte) Verhältnis zum jeweiligen Volk widerspiegeln“.
Und über die Mentalität der russlanddeutschen Generationen schreibt er u. a.: 
„Zusammenfassend könnte man über den Russlanddeutschen dieser Generation [Elterngeneration] schreiben, dass er im Grunde genommen enttäuscht wie zerrissen ist. Diese enorme Zerrissenheit, die viel verheerender ausgeprägt ist als bei der Generation der eigentlichen zwangsumgesiedelten Wolgadeutschen, hat zu einem völlig verrückten Brauch geführt, der nur dieser Generation eigen ist. Beinahe schon ritual-artig ziehen sie daheim lustig über Russen und ihre, sich von den Russlanddeutschen unterscheidenden, Verhaltensweisen her, können jedoch an einem anderen Tag den Spieß um hundertachtzig Grad drehen und über deutsche Verhaltensweisen spotten. Allerdings sollte man unbedingt anmerken, dass es dabei weniger um einen wirklichen Spott als um das Abwägen deutscher und russischer Verhaltensweisen geht, getrieben von dem Wunsch, sich in einem der beiden wiederzufinden. Unbewusst haben sie sich von den Russen, aber auch von den Deutschen abgewandt. Die Abstammung, nicht so sehr eine deutsche Kultur, ist ihnen am wichtigsten. Sobald sie einen in den Staaten der ehemaligen Sowjetunion geborenen Menschen, der einen deutschen Nachnamen trägt, entdecken, so gehört dieser sofort ihrem Clan an“.
Am 3. September 2017 hielt Seibel einen Vortrag auf dem 1. Weltkongress der Russlanddeutschen in Bad Homburg. Dabei kritisierte er die Anwendung der Bezeichnung „Deutscher mit Migrationshintergrund“ auf Russlanddeutsche, die aufgrund ihrer deutschen Herkunft keine wirklichen Migranten seien. Zu dem Thema veröffentlichte er einen Artikel in der konservativen deutsch-russischen Zeitung Rodina unter dem Titel „Schmähbegriff: Mensch mit Migrationshintergrund. Für Russlanddeutsche – offenbar nicht hinnehmbar“. Ein Auszug daraus wurde von Nikolai Klimeniouk von Die Welt in seinem Artikel „Eine Minderheit, die keine sein will“ aufgegriffen, in dem er sich kritisch mit der Sympathie vieler Russlanddeutscher für die Partei AfD auseinandersetzte. Seibel nahm dazu in einem weiteren Artikel in Rodina Stellung. Seibels Forderung, die Russlanddeutschen nicht mehr zu den „Deutschen mit Migrationshintergrund“ zu stellen, fand Zustimmung in der Aussiedler-Partei Die Einheit, wie ihre Parteizeitung ausführlich berichtete.
Für die zweisprachige Monatszeitung Jüdische Rundschau übersetzt er russische Artikel und veröffentlicht auch eigene, wie z. B.: „Russisch-Jüdisch-Unbekannt: Die Subbotniki“ (April 2017) oder „Das karäische Geheimnis Peters des Großen“ (Mai 2017).
Für die deutschsprachige Ausgabe des esoterischen Magazins Nexus verfasste Seibel grenzwissenschaftliche Artikel zur Prä-Astronautik: „Die Götter unter uns“ (Nexus 67), „Chimären der Götter: Als der Scheinmensch auf die Erde kam“ (Nexus 69), „Experiment Bigfoot“ (Nexus 71).

## Überwerfung mit AfD-Parteimitgliedern
Edgar Seibel war Mitarbeiter des Bundestagsabgeordneten der AfD Waldemar Herdt. Wie eine Zeitung für Spätaussiedler berichtete, reichte Seibel jedoch bald die Kündigung ein; als Hauptgrund dafür nannte er eine angeblich „unerträgliche Arbeitsatmosphäre“. Zuvor hatte sich Seibel für die Gründung eines von der AfD gestützten „Volksrates der Russlanddeutschen e. V.“ eingesetzt und sich für eine engere Zusammenarbeit von russlanddeutschen Vereinen weltweit ausgesprochen.

## Privates
Edgar Seibels Großvater väterlicherseits arbeitete als Direktor eines landwirtschaftlichen Großbetriebs (Sowchose), der Vater, Soldat im Sowjetisch-Afghanischen Krieg, war Historiker und Schulleiter. Die Mutter war als Erzieherin tätig. Zu seinen Vorfahren zählen auch die Subbotniki. Nach heftigen Diskriminierungen wanderte die Familie 1998 nach Deutschland aus. Die ersten Monate lebte sie in Unna-Massen, danach in der Kleinstadt Hallenberg in Nordrhein-Westfalen. Schon seit der Kindheit an Literatur interessiert, wurde Edgar Seibel 2011 mit einem Diplom im Literarischen Schreiben von der Cornelia Goethe Akademie (ehemals Deutsche Autoren-Akademie, Frankfurt am Main) gewürdigt. Seibel arbeitete u. a. als Fachangestellter für Medien- und Informationsdienste, ist hauptberuflich als Texter, Übersetzer und Buchautor tätig. Als seine Hauptinteressen gibt er die Anthropologie, die Ethnologie und die Psychologie an. Nach eigenen Aussagen litt er in der Kindes- und Jugendzeit unter rassistischen Übergriffen und war eine Zeit lang von Zwangsgedanken betroffen. Seibel begann sich ab 2013 verstärkt den Themen Volksgruppen und Russlanddeutsche zu widmen, schreibt darüber und hält Vorträge.

## Werke
- Psychedelia, Wagner Verlag, Gelnhausen 2012, ISBN 978-3-86279-647-2.
- Der Frankfurter literarische Lustgarten 2013 (Kompendium der Cornelia Goethe Akademie)
- Volksgruppe – Unbekannt, Gutenberg Verlag, 2013
- Literaturblätter deutscher Autoren aus Russland. Almanach 2014/15 (Anthologien), Anthea Verlag, ISBN 978-3-943583-53-3.
- Die Drecksbande, Ebook Amazon Kindle Edition, 2021
- Falsche Welten: Mystik- und Symbolismus-Stories, Independently published 2021, ISBN 978-3-7534-2116-2.
- Der Davidstern über der Wolga: Über Juden, die Russlanddeutsche wurden, epubli u. a. 4. Auflage 2022, ISBN 978-3-7565-4162-1.